# Cyphopisthes szentivanyi
Cyphopisthes szentivanyi är en skalbaggsart som beskrevs av Renaud Maurice Adrien Paulian 1973. Cyphopisthes szentivanyi ingår i släktet Cyphopisthes och familjen Hybosoridae. Inga underarter finns listade i Catalogue of Life.